# Światowid (tygodnik)
Światowid – ilustrowany tygodnik społeczno-kulturalny wydawane w Krakowie w latach 1924–1939 przez koncern Ilustrowany Kurier Codzienny pod redakcją Józefa Flacha. 
Pismo zdawało relację z bieżących wydarzeń politycznych, kulturalnych i naukowych z kraju i zagranicy. Miało formę kroniki tygodniowej. Każdy numer pisma ilustrowany był kilkudziesięcioma czarno-białymi i kolorowymi fotografiami. 
Publikowane fotografie wykonywali czołowi polscy fotograficy prasowi oraz ekipa reporterska pisma (J. Ryś, M. Pawlikowski). Stałe rubryki: Ze świata, Z Polski, Z teatru, Ze sportu, Film, Balet, Muzyka, Rozmaitości, Dział rozrywek umysłowych. Na łamach ukazywały się również powieści w odcinkach, nowele oraz artykuły o modzie. Nakład sięgał 20-40 tysięcy egzemplarzy.